# Теорема (фільм)
«Теорема» (італ. Teorema) — драматичний фільм італійського режисера та сценариста П'єра Паоло Пазоліні, знятий у 1968 році. Світова прем'єра стрічки відбулася 4 вересня 1968 року на Міжнародному кінофестивалі у Венеції.
Кінофільм можливо інтерпретувати як марксистську притчу, релігійну алегорію (єретичну переробку христологічних мотивів), урок психоаналізу та спроби сучасної міфотворчості. Як і однойменний роман Пазоліні, фільм ілюструє його улюблену тезу (теорему) про тотожність християнського віровчення, революційно-антибуржуазної проповіді та сексуального потягу.
У березні 2016 року фільм увійшов до рейтингу 30-ти найвидатніших ЛГБТ-фільмів усіх часів, складеному Британським кіноінститутом (BFI) за результатами опитування понад 100 кіноекспертів, проведеного до 30-річного ювілею Лондонського ЛГБТ-кінофестивалю BFI Flare.

## Сюжет
У багатому міланському будинку з'являється гість. Він по черзі вступає у сексуальні відносини з усіма членами сім'ї — з сином, дочкою, матір'ю, батьком і зі служницею. Гість їде, а звичне життя заможної родини руйнується вщент.

## У ролях
- Теренс Стемп — гість
- Сільвана Мангано — мати
- Массімо Джиротті — батько
- Анна Вяземські — донька
- Андрес Хосе Крус Сублетт — син
- Лаура Бетті — служниця

## Нагороди
Загалом стрічка отримала 1 нагороду, зокрема:
- Венеційський кінофестиваль (1968)
  - Кубок Вольпі за найкращу жіночу роль (Лаура Бетті)

## Номінації
Стрічка отримала 4 номінації, зокрема:
- Венеційський кінофестиваль (1968)
  - «Золотий лев»
- Італійський національний синдикат кіножурналістів (1969)
  - Премія «Срібна стрічка» у категорії «Найкращий режисер» (П'єр Паоло Пазоліні)
  - «Срібна стрічка» у категорії «Найкращий сценарій» (П'єр Паоло Пазоліні)
  - «Срібна стрічка» у категорії «Найкраща акторка другого плану» (Лаура Бетті)

## Цікаві факти
- У фільмі вимовляється лише 923 слова. Батько сімейства за весь фільм виголошує кілька уривчастих реплік, так само як і Гість.
- Процес за звинуваченням фільму в непристойності закінчився виправдувальним вердиктом. Суддя обґрунтував своє рішення так:

«Хвилювання, яке я випробував при перегляді, мало не сексуальний, а виключно ідеологічний і містичний характер. Оскільки мова, безперечно, йде про твір мистецтва, воно не може бути непристойним»